# Willkaqucha
Willkaqucha (orthographe hispanisée Vilcacocha ) est un lac au Pérou. Il est situé dans la région de Lima, province de Huaral, district d'Andamarca. 